# Erazim
Erazim (deutsch Erasmus) ist ein Gemeindeteil von Mutěnín (deutsch Muttersdorf) im westböhmischen Okres Domažlice in Tschechien.

## Geographie
Das Dorf liegt circa zwei Kilometer südöstlich von Muttersdorf. 

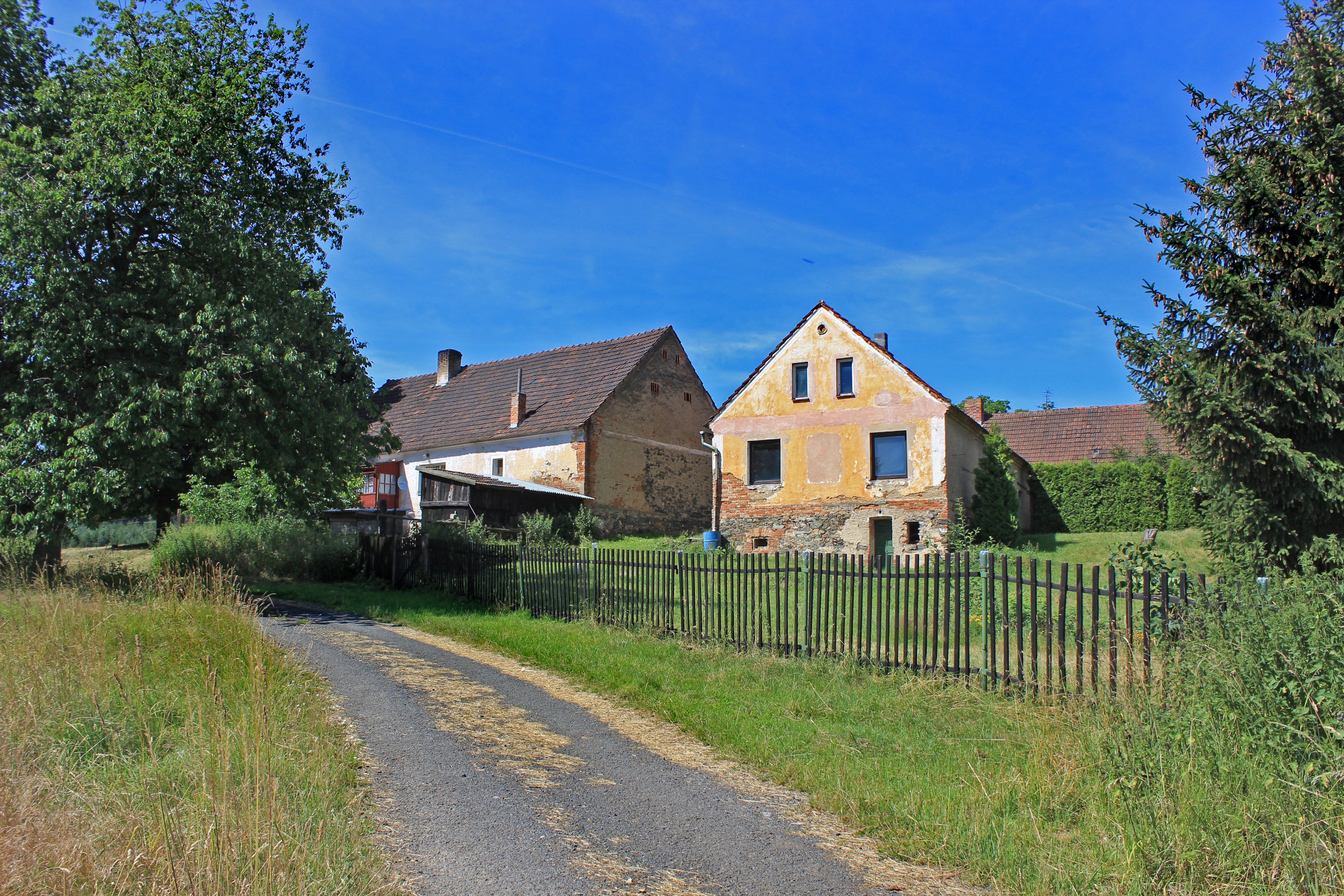
Ortsansicht

## Geschichte
Das Dorf Erasmus wurde in der Mundart Rasima genannt. Im Jahre 1400 wird urkundlich eine Kapelle erwähnt. 1644 wird die Kapelle St. Erasmus genannt. 
Ungeklärt ist das Vorhandensein eines größeren einstigen Friedhofes in Erasmus. Die erste Nachricht darüber stammt aus dem Jahre 1656. Er muss ziemlich umfangreich gewesen sein. Bei späteren Bau- und Grabarbeiten für Grundmauern, Brunnen und Keller stieß man überall auf Knochen, die in Reihen nebeneinander, mit den Köpfen gegen Osten, ohne Beigaben lagen und oft mit Kalk überzogen waren. Es dürfte sich um Opfer einer Seuche oder Tote aus dem Dreißigjährigen Krieg handeln.
In Erasmus wohnte von alters her ein Einsiedler (Klausner). Die Flurbezeichnung „Klausenacker“ rührt noch aus dieser Zeit. Nach dem Ertrinkungstod des letzten Einsiedlers im Jahre 1778 wurde die Klause für Wohnzwecke angekauft und ständig bewohnt. Dies war das Geburtsjahr des Dörfchens. Nach und nach kamen weitere Siedler dazu. Zunächst hatte Erasmus mit Muttersdorf gemeinsame Hausnummern. 1805 erhielten die Häuser eigene Nummern. 
Die Bewohner von Erasmus waren vor allem Arbeiter in den umliegenden Meierhöfen. Sie pachteten zu ihren kleinen Grundstücken weitere hinzu. 
1902 brannten vier Häuser ab und 1910 bekam Erasmus eine eigene Wasserleitung.
Nach dem Münchner Abkommen im September 1938 wurde Muttersdorf mit Erasmus dem Deutschen Reich zugeschlagen und gehörte bis 1945 zum Landkreis Bischofteinitz.